# Vi synger med Maria
Vi synger med Maria er en salme, der er skrevet af digteren og præsten Eyvind Skeie (født 1947) i 1980. Harald Gullichsen komponerede melodien i 1980. Salmen er oversat til dansk af Peter Balslev-Clausen i 1993 og er med i Den Danske Salmebog 2003 som nr. 73.